# آنا لوثر
آنا لوثر (بالإنجليزية: Anna Luther)‏ هي ممثلة أمريكية، ولدت في 7 يوليو 1897 في نيوآرك في الولايات المتحدة، وتوفيت في 16 ديسمبر 1960.

## وصلات خارجية
- آنا لوثر على موقع IMDb (الإنجليزية)